# Venner (sæson 3)
Den tredje sæson af Venner, en amerikansk sitcom skabt af David Crane og Marta Kauffman, havde premiere på NBC den 19. september 1996. Venner blev produceret af Bright/Kauffman/Crane Productions, i samarbejde med Warner Bros Television . Sæsonen indeholder 25 episoder og stoppede den 15. maj 1997.

## Handling
Rachel begynder at arbejde i Bloomingdale's og Ross bliver jaloux på hendes kollega, Mark Robinson. Ross og Rachel slår op efter at Ross sov med den lækre pige fra kopicenteret, Chloe. Hans insisteren på, at han og Rachel havde "pause" har en løbende gentagelse gennem de resterende sæsoner. De to viser betydelige uvilje mod hinanden gennem anden halvdel af sæsonen.
Chandler det hård efter at de slår op, fordi det minder ham om hans forældres skilsmisse. Chandler og Janices forhold tager en chokerende drejning, da Joey ved et uheld ser Janice kysse sin eksmand i sit kontor, hvor det i sidste ende ender med Janice går tilbage til ham.
Phoebe, som ikke har nogen familie, bortset fra en identisk tvillingesøster, stifter bekendtskab med sin halvbror, Frank Jr. og hendes biologiske mor hun aldrig vidste at hun havde.
Joey udvikler et crush på Kate, som han spiller sammen med. I begyndelsen nærer hun ikke følelser for ham, selv efter at sove sammen. Men efter hendes kæreste, som er instruktør i skuespillet, dropper hende efter gennemgang af skuespillet, begynder hun at date Joey. Forholdet varer ikke længe, da hun får mulighed for at spille i en sæbeopera i Los Angeles.
Monica begynder et forhold med Pete Becker, en millionær, der er lun på hende. I første omgang ser hun ham som en ven, men til sidst begynder de at date. I hvad hun mener, er et ægteskabsforslag, betror Pete hende, at han ønsker at blive Ultimate Fighting Champion. Efter at have set ham kæmpe dårligt i to kampe, fortæller hun ham, at han er nødt til at opgive det. Da han ikke vil, slår hun op med ham.

## Medvirkende
| Skuespiller      | Rolle          |
| ---------------- | -------------- |
| Jennifer Aniston | Rachel Green   |
| Courteney Cox    | Monica Geller  |
| Lisa Kudrow      | Phoebe Buffay  |
| Matt LeBlanc     | Joey Tribbiani |
| Matthew Perry    | Chandler Bing  |
| David Schwimmer  | Ross Geller    |

| Skuespiller        | Rolle           |
| ------------------ | --------------- |
| June Gable         | Estelle Leonard |
| David Arquette     | Malcolm         |
| Christine Taylor   | Bonnie          |
| Isabella Rosselini | Som sig selv    |
| Robin Williams     | Tomas           |
| Billy Crystal      | Tim             |

| Skuespiller         | Rolle             |
| ------------------- | ----------------- |
| Maggie Wheeler      | Janice Hosenstein |
| Jon Favreau         | Pete Becker       |
| Steven Eckholdt     | Mark Robinson     |
| Angela Featherstone | Chloe             |
| Giovanni Ribisi     | Frank Buffay, Jr. |
| Dina Meyer          | Kate Miller       |
| James Michael Tyler | Gunther           |
| Teri Garr           | Phoebe Abbott     |

## Episoder
| Nr. i serie | Nr. i sæson | Titel | Instruktør      | Forfatter                                                                                              | Oprindelig sendedato | Produktionskode |
| ----------- | ----------- | --- | --------------- | --- | -------------------- | --------------- |
| 49          | 1           | "The One with Princess Leia Fantasy" "Den med prinsesse Leia-fantasien"                                        | Gail Mancuso    | Michael Curtis & Gregory S. Malins                                                                     | 19. september 1996   | 465251          |
| 50          | 2           | "The One Where No One’s Ready" "Den hvor ingen er klar"                                                        | Gail Mancuso    | Ira Ungerleider                                                                                        | 26. september 1996   | 465252          |
| 51          | 3           | "The One with the Jam" "Den med syltetøjet"                                                                    | Kevin S. Bright | Wil Calhoun                                                                                            | 3. oktober 1996      | 465253          |
| 52          | 4           | "The One with the Metaphorical Tunnel" "Den med den metaforiske tunnel"                                        | Steve Zuckerman | Alexa Junge                                                                                            | 10. oktober 1996     | 465254          |
| 53          | 5           | "The One with Frank Jr." "Den med Frank Jr."                                                                   | Steve Zuckerman | Shana Goldberg-Meehan & Scott Silveri                                                                  | 17. oktober 1996     | 465255          |
| 54          | 6           | "The One the Flashback" "Den med flashback’ene"                                                                | Peter Bonerz    | David Crane & Marta Kauffman                                                                           | 31. oktober 1996     | 465256          |
| 55          | 7           | "The One with the Race Car Bed" "Den med racerbil-sengen"                                                      | Gail Mancuso    | Seth Kurland                                                                                           | 7. november 1996     | 465257          |
| 56          | 8           | "The One with the Giant Poking Device" "Den med den store enhed"                                               | Gail Mancuso    | Adam Chase                                                                                             | 14. november 1996    | 465258          |
| 57          | 9           | "The One withe the Football" "Den med fodbolden"                                                               | Kevin S. Bright | Ira Ungerlinger                                                                                        | 21. november 1996    | 465259          |
| 58          | 10          | "The One Where Rachel Quits" "Den hvor Rachel stopper"                                                         | Terry Hughes    | Greg Malins & Michael Curtis                                                                           | 12. december 1996    | 465260          |
| 59          | 11          | "The One Where Chandler Can’t remember Which Sister" "Den hvor Chandler ikke kan huske hvilken søster, det er" | Terry Hughes    | Alexa Junge                                                                                            | 9. januar 197        | 465261          |
| 60          | 12          | "The One with All the Jealousy" "Den med jalousien"                                                            | Robby Benson    | Doty Abrams                                                                                            | 16. januar 1997      | 465262          |
| 61          | 13          | "The One Where Monica and Richard are Just Friends" "Den hvor Monica og Richard kun er venner"                 | Robby Benson    | Michael Borkow                                                                                         | 13. februar 1997     | 465263          |
| 62          | 14          | "The One with Phoebe’s Ex-Partner" "Den med Pho"                                                               | Robby Benson    | Wil Calhoun                                                                                            | 6. februar 1997      | 465266          |
| 63          | 15          | "The One Where Ross and Rachel Take a Break" "Den hvor ross og Rachel tager en pause (1)"                      | James Burrows   | Michael Borkow                                                                                         | 13. februar 1997     | 465263          |
| 64          | 16          | "The One with the Morning After" "Den med morgnen efter"                                                       | James Burrows   | David Crane & Marta Kauffman                                                                           | 20. februar 1997     | 465264          |
| 65          | 17          | "The One Without the Ski Trip" "Den uden skituren"                                                             | Sam Simon       | Shana Goldberg-Meehan & Scott Silveri                                                                  | 6. marts 1997        | 465267          |
| 66          | 18          | "The One with the Hypnosis Tape" "Den med hypnosebåndet"                                                       | Robby Benson    | Seth Kurland                                                                                           | 13. marts            | 465269          |
| 67          | 19          | "The One with the Tiny T-Shirt" "Den med den lille T-Shirt"                                                    | Terry Hughes    | Adam Chase                                                                                             | 27. marts 1997       | 465268          |
| 68          | 20          | "The One with the Dollhouse" "Den med dukkehuset"                                                              | Terry Hughes    | Wil Calhoun                                                                                            | 10. April 1997       | 465271          |
| 69          | 21          | "The One with a Chick and a Duck" "Den med en kylling og en and"                                               | Michael Lembeck | Chris Brown                                                                                            | 17. april 1997       | 465272          |
| 70          | 22          | "The One with the Screamer" "Den med skrigeren"                                                                | Peter Bonerz    | Shana Goldberg-Meehan & Scott Silveri                                                                  | 24. april 1997       | 465274          |
| 71          | 23          | "The One Ross’s Thing" "Den med Ross’ ting"                                                                    | Shelley Jensen  | Ted Cohen & Andrew Reich                                                                               | 1. maj 1997          | 465274          |
| 72          | 24          | "The One with the Ultimate Fighting Champion" "Den med den ”Ultimate Fighting Champion”"                       | Robby Benson    | Historie af: Pang-Ni Landrum & Mark J. Kunerth Tv-manuskript af: Shana Goldberg-Meehan & Scott Silveri | 8. maj 1997          | 465273          |
| 73          | 25          | "The One at the Beach" "Den på stranden"                                                                       | Pamela Fryman   | Historie af: Pang-Ni Landrum & Mark J. Kunerth Tv-manuskript af: Adam Chase                            | 15. maj 1997         | 465275          |